# Semiothisa fervens
Semiothisa fervens là một loài bướm đêm trong họ Geometridae.